# Harry Mulisch
Harry Kurt Victor Mulisch (ur. 29 lipca 1927 w Haarlemie, zm. 30 października 2010 w Amsterdamie) – holenderski pisarz. Wraz z W.F. Hermansem oraz G. Reve zaliczany do „wielkiej trójki” najważniejszych pisarzy współczesnej literatury niderlandzkiej. Jego książki były tłumaczone na 26 języków. Światową sławę przyniosły mu Zamach i Odkrycie nieba.

## Życiorys
Mulisch był synem austriackiego oficera i wywodzącej się z frankfurckiej rodziny bankierskiej Żydówki. Jego ojciec, Karl Viktor Kurt Mulisch, był w okresie niemieckiej okupacji Holandii (1940–1945) dyrektorem ds. personalnych banku Lippmann, Rosenthal & Co, którego zadaniem była aryzacja holenderskich banków. Dzięki swojej pozycji uchronił on przed deportacją zarówno swoją byłą małżonkę, Alice Schwarz (z którą rozwiódł się w roku 1936), jak i syna Harry’ego. Babka i prababka ze strony matki Mulischa zostały zamordowane w obozie Sobibor. Po wojnie ojciec Mulischa był trzy lata internowany w obozie karnym dla kolaborantów. Matka wyemigrowała w 1951 roku do USA.
Przeżycia wojenne Mulischa naznaczone prześladowaniami za żydowskie pochodzenie z jednej strony oraz kolaboracją ojca z drugiej strony, odcisnęły wyraźne piętno na całej twórczości pisarza.
Mulisch edukację zakończył na szkole średniej, chociaż rzucił szkołę przed maturą, gdyż jak mówił, chciał być wolny, a szkoła kojarzyła mu się z niemieckim przymusem w okupowanej Holandii. Nie podjął też studiów, bo uważał, że zabiłyby jego oryginalność. Do 30. roku życia nie zarobił prawie żadnych pieniędzy, spał do południa i utrzymywany był przez pracującą dziewczynę, która uważała go za „geniusza”. Był zamożnym człowiekiem, chociaż, jak twierdził, nie trwonił pieniędzy, ponieważ pamiętał, jak ciężko było mu w czasach, gdy był biedny.

## Twórczość
Wpływ na jego twórczość wywarli przede wszystkim tacy pisarze, jak Edgar Allan Poe, Thomas Mann, Fiodor Dostojewski i Jorge Luis Borges. Był też miłośnikiem Goethego.
Podzielał poglądy lewicowe, był zwolennikiem marksizmu. Był entuzjastą rewolucji kubańskiej, pod koniec życia popierał zieloną Partię na rzecz Zwierząt. Jego dzieła mają charakter filozoficznych powieści.
Powieść Odkrycie nieba została uznana w ogólnokrajowym czytelniczym plebiscycie za najlepszą powieść niderlandzką wszech czasów. Jest to erudycyjna powieść, w której można znaleźć odwołania do marksizmu, mistyki żydowskiej, chrześcijaństwa, astrologii, literatury niderlandzkiej i światowej, filozofii, ale także na przykład do filmu 2001: Odyseja kosmiczna. John Updike napisał, że twórczość Mulischa przekracza nasze czasy. Przez niektórych krytyków była porównywana do Czarodziejskiej Góry Manna z uwagi na bardzo szeroką tematykę i jakość literacką oraz do Boskiej Komedii Dantego jako współczesna próba podsumowania doświadczeń ludzkości i ludzkiej myśli. Z drugiej strony zarzuca się mu, że jego powieść jest za trudna dla przeciętnego czytelnika. Do 2007 roku sprzedało się w Holandii 620 tys. egzemplarzy tej książki.

## Przekłady na język polski
W przekładzie na język polski ukazało się kilka książek Mulischa:
- Czarne światło, przekł. E. Dijk-Borkowska, Warszawa 1976;
- Zamach, przekł. R. Pyciak, Warszawa 1988;
- Dwie kobiety. Stare powietrze, Warszawa 1990;
- Procedura, przekł. J. Koch, Warszawa 2001;
- Odkrycie nieba, przekł. R. Turczyn, Warszawa 2006, 2012.

## Nagrody
Laureat licznych nagród, w tym P.C. Hooft-prijs (1977), Constantijn Huygens-prijs (1977) czy Prijs der Nederlandse Letteren (1995). Został odznaczony m.in. Orderem Lwa Niderlandzkiego (1997) i Orderem Zasługi Republiki Federalnej Niemiec. Był też wymieniany jako kandydat do Nagrody Nobla. W 2006 roku jego imieniem została nazwana planetoida (10251) Mulisch. Film Zamach na podstawie powieści o tym samym tytule otrzymał w 1986 roku Złoty Glob za najlepszy film nieangielskojęzyczny i Oscara dla najlepszego filmu nieanglojęzycznego.

## Publikacje
- 1947 Ik, Bubanik
- 1952 archibald strohalm
- 1952 Tussen hamer en aambeeld
- 1952 De diamant: een voorbeeldige geschiedenis
- 1953 Chantaje op het leven
- 1955 De sprong der paarden en de zoete zee
- 1955 Het mirakel: episodes van troost en liederlijkheid uit het leven van de heer Tiennoppen
- 1956 Het zwarte licht (Czarne światło)
- 1957 De versierde mens
- 1958 Manifesten
- 1959 Het stenen bruidsbed
- 1960 Tanchelijn
- 1961 Voer voor psychologen
- 1961 Wenken voor de Bescherming van Uw Gezin en Uzelf, Tijdens de Jongste Dag
- 1962 De zaak 40/61
- 1962 Quauhquauhtinchan in den vreemde: een sprookje
- 1966 Bericht aan de rattenkoning
- 1967 Wenken voor de Jongste Dag
- 1968 Het woord bij de daad: getuigenis van de revolutie op Cuba
- 1970 De verteller
- 1970 Paralipomena Orphica
- 1972 Oidipous Oidipous
- 1971 De verteller verteld
- 1972 Soep lepelen met een vork: tegen de spellinghervormers
- 1972 Wat gebeurde er met sergeant Massuro?
- 1972 De toekomst van gisteren: protocol van een schrijverij
- 1973 Woorden, woorden, woorden
- 1973 Het seksuele bolwerk
- 1974 De vogels: drie balladen
- 1974 Bezoekuur
- 1975 Mijn getijdenboek
- 1975 Volk en vaderliefde
- 1975 Tegenlicht
- 1975 Kind en kraai
- 1975 Twee vrouwen (Dwie kobiety)
- 1976 Het ironische van de ironie. Over het geval G.K. van het Reve
- 1976 De grens
- 1976 Vergrote raadsels: verklaringen, paradoxen en mulischesken
- 1976 De wijn is drinkbaar dankzij het glas
- 1977 Oude lucht (Stare powietrze)
- 1977 De taal is een ei
- 1977 Oude lucht: drie verhalen
- 1978 Wat poëzie is: een leerdicht
- 1979 Paniek der onschuld
- 1980 De compositie van de wereld
- 1982 Opus Gran
- 1982 De Aanslag (Zamach)
- 1983 Egyptisch
- 1984 Het Boek
- 1985 Hoogste tijd
- 1987 De pupil
- 1988 De elementen
- 1988 Het licht
- 1989 Voorval: variatie op een thema
- 1989 Het beeld en de klok
- 1990 De zuilen van Hercules
- 1992 De ontdekking van de hemel (Odkrycie nieba)
- 1995 Bij gelegenheid
- 1996 De Oer-Aanslag
- 1997 Zielespiegel: bij wijze van catalogus
- 1998 Het zevende land
- 1999 De procedure (Procedura)
- 2000 Het theater, de brief en de waarheid
- 2001 Siegfried: een zwarte idylle